# Gabriella Gerzsenyi
Gabriella Gerzsenyi (ur. 30 października 1977 w Berehowie) – węgierska prawniczka, urzędniczka państwowa i europejska, posłanka do Parlamentu Europejskiego X kadencji.

## Życiorys
Urodziła się na terenie obwodu zakarpackiego Ukraińskiej SRR, po śmierci ojca w 1987 przeniosła się z rodziną na Węgry. W 2000 ukończyła prawo na Uniwersytecie Loránda Eötvösa, następnie do 2005 pracowała w ministerstwie ochrony środowiska. W latach 2005–2021 była zatrudniona w Dyrekcji Generalnej Komisji Europejskiej ds. Środowiska, odpowiadając za emisje przemysłowe i politykę spójności. Później zajęła się działalnością publicystyczną. Autorka kilku książek.
Zaangażowała się w działalność polityczną w ramach Partii Szacunku i Wolności, której liderem w 2024 został Péter Magyar. W wyborach do Parlamentu Europejskiego w 2024 uzyskała mandat eurodeputowanej X kadencji.
Mężatka, ma dwoje dzieci.